# Пінг Понг (фільм, 2002)
Пінг Понг (яп. ピンポン, Pin Pon) — японський спортивний фільм 2002 року, знятий режисером Фуміхіко Сорі. Він заснований на однойменній серії манги Таййо Мацумото і розповідає про дружбу між двома гравцями середньої школи в настільний теніс. Фільм зосереджується на цих двох друзях, двох їхніх наставниках і трьох гравцях, з якими вони зустрічаються на шкільних турнірах з настільного тенісу.

## Сюжет
Пеко (справжнє ім'я Ютака Хосіно) і Смайл (справжнє ім'я Макото Цукімото) є членами клубу настільного тенісу Katase High. Пеко захоплений спортом і хоче стати одним із найкращих гравців у світі, тоді як Смайл стриманий і грає лише для задоволення. Персонажі знайомі один з одним та з Демоном (Акума яп. 悪魔, справжнє ім'я Манабу Сакума) ще з початкової школи. Пеко дізнається про нового гравця в настільний теніс, якого привезли з Шанхаю, Китай, щоб перемогти місцевого героя Дракона для Академії Цудзідо: «Китай». Дракон (справжнє ім'я Ryūichi Kazama) грає для боротьби, у пошуках гідного суперника. У неформальному сеті Китай (справжнє ім'я Конг Венге) повністю виключає Пеко, вигравши 21:0. Пеко спустошений програшем. Це посилюється на наступному міжшкільному змаганні, де Сакума також перемагає Пеко в третьому раунді турніру. Тим часом Смайл дозволяє Китаю перемогти його через доброту до суперника. Команда Сакуми з Академії Кайо, очолювана Драконом, найкращим спортсменом, перемагає в загальному змаганні.
Після турніру Акума говорить з Пеко про його погану гру. Пеко стрибає в річку як символічне переродження і тренується з Тамурою, щоб повернутися до своєї шкільної команди. У наступному турнірі середньої школи Пеко перемагає Китай у першому раунді та Дракона у півфіналі, незважаючи на пошкоджене коліно. Під час цього матчу Дракон вперше відчуває радість гри в настільний теніс. У фіналі зустрічаються Пеко і Смайл. Кілька років потому Пеко здійснив свою мрію про професійну гру в Європі, а Смайл допомагає молодому хлопцеві освоїти цей вид спорту. На фотографії позаду Смайла видно, як Пеко, Смайл і Дракон зайняли перше, друге і третє місця відповідно.

## Акторський склад
До акторського складу входять англ. Yōsuke Kubozuka (Пеко), англ. Arata Iura (Посмішка), Сем Лі (Китай), англ. Nakamura Shidō II (Дракон), маор. Kōji Ōkura (Акума), Наото Такенака (Баттерфляй Джо, тренер середньої школи) і Марі Нацукі (Обаба, наставник Пеко).

## Саундтрек
1. Yumegiwa Last Boy—Supercar[en] (4:11)
2. Spring Sponsor—Subtle (4:55)
3. Strobolights—Supercar (3:27)
4. La Peggi (Ping Pong Original Short Size)—Takkyū Ishino (4:58)
5. E.D.E.N. (Ping Pong Original Short Size)—Dub Squad (5:23)
6. Rise (Ping Pong Original Short Size)—Sugar Plant (6:37)
7. Breakdown—[Ma-O] (2:21)
8. Before (Ping Pong Original Short Size)—Group (6:02)
9. Canned Beat—World Famous (3:01)
10. No Sun (Ping Pong Original Short Size)—Yoshinori Sunahara (4:28)
11. Scatterin' Monkey—Boom Boom Satellites[en] (5:26)
12. Cicabow (Ping Pong Original Short Size)—Cicada (4:52)
13. The Good Timing of World of Love Song—Yoshinori Sunahara (2:21)
14. Angelic Butterfly—[Ma-O] (1:51)
15. Free Your Soul—Supercar (4:19)

## Відгуки
Пінг-понг був номінований на 26-й премії Японської кіноакадемії в 2003 у восьми категоріях; Шідо Накамура отримав приз «Новачок року» за виконання ролі Дракона.
На вебсайті агрегатор оглядів Rotten Tomatoes середній рейтинг 6,60/10 на основі 20 відгуків критиків, що становить 75 % схвалення. Жаннет Катсуліс з The New York Times високо оцінила фільм і заявила: «Стилістично приголомшливий і абсолютно божевільний „Пінг Понг“, тим не менше, добре розуміє чоловічі соціальні ієрархії та переваги знання свого місця. Поміж ударами ліктів і свистом м'ячів, режисер Сорі неодноразово знімає своїх героїв, які сидять на сходах, непомітно змінюючи свої позиції в ході історії. Насправді, коли він не займається сповільненою зйомкою поту та карколомними спинами, Сорі може багато розповісти про конфлікт серця проти навичок. Його вимоги природного таланту просто важко почути через шум цих м'ячів».